# Sylvain Curinier
Sylvain Curinier (Lons-le-Saunier, 15 marzo 1969) è un ex canoista francese.

## Palmarès
- Giochi olimpici

Barcellona 1992: argento nello slalom K1.
- Mondiali - Slalom

Mezzana 1993: argento nel K1 a squadre.